# Bazomesnil
Bazomesnil is een gehucht in de Franse gemeente Val-de-Scie in het departement Seine-Maritime in Normandië.
Het gehucht ligt in het zuidoosten van de gemeente, minder dan een kilometer ten oosten van het dorpscentrum van Sévis, nabij de grens met Montreuil-en-Caux en La Crique.
Iets ten zuiden ligt het gehucht Hautot-Mesnil, op het grondgebied van Montreuil-en-Caux.

## Geschiedenis
Oude vermeldingen van de naam Aumaisnil gaan terug tot de 12de eeuw. Rond de 15de eeuw duiken varianten op van de naam Bas Aumesnil ("laag Aumesnil"), ter onderscheid met het iets zuidelijker gelegen Hault Aumesnil ("hoog Aumesnil").
Bazomesnil werd een parochie. Op de 18de-eeuwse Cassinikaart is de plaatsnaam Basomesnil weergegeven.
Op het eind van het ancien régime op het eind van de 18de eeuw, toen de gemeenten werden gecreëerd, werd Bazomesnil een gemeente. Bazomesnil verdween als parochie en in 1813 werd ook de gemeente al opgeheven en bij Sévis gevoegd.
Auffay · Bazomesnil · Bosc de Sévis · Cressy · Mesnil Sauval · Sévis